# ナポリ・ピアッツァ・アメデーオ駅
ナポリ・ピアッツァ・アメデーオ駅 (Stazione di Napoli Piazza Amedeo)は、ナポリ通過線とナポリ地下鉄Linea 2の駅で、1925年に開業した。
駅舎は鉄筋コンクリート製で、長いトンネルを通って回転ドアを抜けるとプラットホームに到達する。
古い駅がみなそうしたように他のホーム（ガリバルディからポッツオーリ）から持って来た鋼鉄で出来た陸橋がある。
駅はナポリの心臓部に位置し、若者が夜間に集まる場所にもなっており、さらに「千人隊通り」や「マルティーリ広場」、「カラブリット街道」では有名デザイナーのブティックが見られる。
キアイア鋼索線を介してのヴォーメロへの乗換え駅となっている。

## 施設
- 切符売場

- 通過するバス (128)